# Sur l'origine du monde
 (janvier 2024).

Sur l'origine du monde ou l’Écrit sans titre est un texte gnostique qui traite de la création et de la fin des temps. Il a été découvert parmi les textes de la Bibliothèque de Nag Hammadi dans les Codex II et Codex XIII. Le texte n'a pas de titre, les chercheurs contemporains l'appelant simplement Écrit sans titre, ou De l'origine du monde en référence à son contenu,.
Il a vraisemblablement été écrit à Alexandrie vers la fin du troisième siècle, comme le suggère la combinaison des idées juives, manichéennes, chrétiennes, grecques, et égyptiennes qu'il contient,. L'auteur du texte est inconnu. Le texte semble avoir été écrit pour un auditoire qui ne serait pas familier avec la vision gnostique de la création du monde. Il contient une interprétation alternative de la Genèse, dans laquelle le mauvais démiurge Ialdabaôth, créateur du Ciel et de la Terre, est présenté comme ignorant et jaloux, alors qu'Adam et Eve accèdent à la vraie connaissance en désobéissant à leur créateur, en mangeant le fruit de l'arbre de la connaissance du bien et du mal.